# سامو تماشیک
سامو تُماشیک (مجاری: Tomasik Sámuel; ۸ ژانویهٔ ۱۸۱۳ – ۱۰ سپتامبر ۱۸۸۷) شاعر، و نقاش اهل اسلواکی بود.